# Timuçin Caymaz
Timuçin Caymaz (* 25. März 1928 in Istanbul; † 31. Oktober 2000 ebenda) war ein türkischer Schauspieler und Synchronsprecher.

## Leben und Karriere
Seine Karriere begann Caymaz 1946 im Ses Tiyatrosu mit dem Operettenstück Halime. Im Laufe seiner Karriere arbeitete er mit verschiedenen Theatergruppen wie dem Muammer Karaca Tiyatrosu und der Şen Ses Opereti zusammen. Neben seiner Tätigkeit als Bühnenschauspieler war Caymaz auch als Synchronsprecher aktiv und übernahm Rollen in mehreren Filmen. Zu seinen bekannten Filmen zählen unter anderem Sevda Sahilleri, Senede Bir Gün, Kaldırım Çiçeği, Nisan Yağmuru und Arkadaşlık Öldü mü?.
Caymaz war mit der Schauspielerin Mürüvvet Sim verheiratet, mit der er einen Sohn namens Zafer Caymaz hatte. Am 31. Oktober 2000 starb er im Alter von 72 Jahren. Er wurde zunächst auf dem Zincirlikuyu-Friedhof beigesetzt. 2015 erfolgte die Umbettung auf den Şeyhli-Friedhof in Pendik.

## Filmografie
- 1956: Sevda Sahilleri
- 1964: Şahane Züğürtler
- 1965: Nasreddin Hoca
- 1966: Senede Bir Gün
- 1968: Alnımın Kara Yazısı
- 1969: Kaldırım Çiçeği
- 1969: Nisan Yağmuru
- 1970: Yavrum
- 1970: Arkadaşlık Öldü mü?